# Філіп Нереуш Олізар
Філіп Нереуш Олізар гербу Радван (пол. Filip Nereusz Olizar)(бл. 1750–1816, Броди, нині Україна) — польський шляхтич, камергер (шамбелян) короля Станіслава Августа Понятовського (з 9 грудня 1774 р.), підчаший Великого князівства Литовського (30.08.1780—1794), маршалок Головного Коронного трибуналу (1791), посол на сеймі 1792 р., після поділів Речі Посполитої — член російської едукаційної комісії в Литві та дійсний статський радник. Автор праці «Głosy miewane na sesyjach sejmowych roku 1792».

## Біографія
Син київського стольника Онуфрія Олізара та його дружини Маріанни Ружі Коженьовської (Róża Korzeniowska).
У 1814 році «отримав» параліч правої половини тіла, втратив дар мови. Для лікування виїхав до Італії, де рік перебував у Пізі. Незважаючи на лікування, його стан погіршувався, тому 1816 року вирішив повернутись до «краю». У Відні кілька діб провів у в'язниці через підозру в переховуванні генерала-втікача Дебеллі. Помер у тодішньому прикордонному місті Бродах, де й був похований.
Нагороджений орденами Білого Орла, Святого Станіслава та Святого Володимира II-го класу.
Одружився з Людвікою Немирович-Щит (першим шлюбом була за Людвіком Оскеркою), донькою Криштофа Немировича-Щита і графині Юзефи Бутлер. Батько Густава, Нарциза та Аделаїди Олізарів.